# 杉山フルーツ
杉山フルーツ（すぎやまフルーツ）は、静岡県富士市の吉原商店街にある果物の販売を専門とする日本の小売業者である。

## 概要
1950年に一般的な果物店として杉山久男と妻の喜久枝により創業されたが、1997年に近隣のスーパーマーケットが撤退、その集客力に頼った経営が立ち行かなくなったため、フルーツギフト専門店として転進を図り、現在に至る。コンセプトを明確化すると共に、品質を高く設定しサービスを徹底する高付加価値商法によって成功を収める一方で、品質を維持するために大量生産や拡大戦略を避けているという。
第9回優良経営食料品小売店全国コンクール（主催：食品流通構造改善促進機構）にて食品流通局長賞を受賞
現店主の杉山清により開発された高品質の果物と海藻からつくられたゼラチンを使用した「フルーツアーティスト杉山清の生ゼリー」は主力商品のひとつとして全国区で愛好者を得ており、現在では製菓業も営む。また、ギフト用果物・加工食品のラッピングにも心を砕き、全日本ギフト協会のラッピングコーディネーターの認定を取得、フルーツの性質から贈られる状況・季節・顧客のリクエストに配慮した「作品」として仕上げ、紐やリボンだけでも数十種類を使い分けて包装している。
フルーツギフトに特化したことで、店主の杉山曰く「お客様は2人いる。購入されたお客様と贈られるお客様」とするように、ギフトとして贈る側、受け取る側の双方が満足できるものを目指しているという。顧客満足を高める上で、年中無休、高い品質の維持を重視しており、仕入れルートとして静岡県内の青果市場だけではなく東京大田市場にも仕入れルートを開拓、同店主力商品の果実をふんだんに使った「生ゼリー」も、けっして安い価格ではないながら、賞賛を得ている。

## 参照
- 元気な小売店｜元気な果物店・青果店｜2000年｜杉山フルーツ店